# Trtoševo
Trtoševo je naseljeno mjesto u općini Foči, Republika Srpska, BiH. Nalazi se uz granicu s Crnom Gorom, južno od rijeke Ćehotine, kod ušća Kržavske rijeke u Ćehotinu. Zapadno je rječica Skakavac. 

## Stanovništvo
| Narod     | Popis 1961. | Popis 1971. | Popis 1981. | Popis 1991. |
| --------- | ----------- | ----------- | ----------- | ----------- |
| Hrvati    |             |             |             |             |
| Muslimani | 3           | 110         | 94          | 44          |
| Srbi      | 16          |             |             |             |
| ostali    | 118         | 1           |             |             |
| Ukupno    | 135         | 111         | 94          | 44          |